# Mineraal materiaal

Internationale textuurdriehoek

Mineraal materiaal is een bodemkundig begrip waarmee bodemmateriaal wordt aangeduid waarin de minerale component zeer sterk is vertegenwoordigd. Het minerale materiaal wordt ingedeeld in textuurklassen. Hiervoor gebruikt men de zogeheten textuurdriehoeken. Hiervan bestaat een internationale en een Nederlandse versie. Textuurklassen worden onderscheiden op basis van het gehalte aan zand, silt en lutum. Buiten Nederland spreekt men niet van lutum maar van klei (clay).
Op basis van het organische stof gehalte wordt mineraal materiaal in de Nederlandse bodemclassificatie ingedeeld in zes klassen: humusrijk, zeer humeus, matig humeus, matig humusarm, zeer humusarm en uiterst humusarm. Bij een hoog organische stof gehalte neemt de betekenis van de minerale bestanddelen voor de eigenschappen van de grond af. Voor bestanddelen van de bodem met een hoog gehalte organische stof wordt het begrip moerig materiaal gebruikt.